# Гадячский городской совет
Гадячский городской совет (укр. Гадяцька міська рада) — входит в состав
Гадячского района
Полтавской области
Украины.
Административный центр городского совета находится в 
г. Гадяч.

## История
- 1917 — дата образования.

## Населённые пункты совета
- г. Гадяч